# Європейська навчальна фундація

Європейська навчальна фундація (англ. European Training Foundation) — агентство Європейського Союзу, створене з метою сприяння, у контексті політик зовнішніх зносин Європейського Союзу, вдосконаленню розвитку людського капіталу у тих «країнах – партнерах», які: 
- мають право на підтримку згідно з Регламентом (ЄС) № 1085/2006 та наступними пов’язаними з ним правовими актами;
- мають право на підтримку згідно з Регламентом (ЄС) № 1638/2006 та наступними пов’язаними з ним правовими актами;
- визначені рішенням керівного органу Фундації.

Для досягнення зазначеної мети Фундація може надавати країнам – партнерам допомогу, зокрема, стосовно: 
- вдосконалення початкового та подальшого навчання для сприяння професійній інтеграції та реінтеграції до ринку праці; сприяння доступу до професійного навчання;
- стимулювання співпраці у сфері навчання між освітніми установами;
- розробки, впровадження та проведення реформ у системах освіти та навчання з метою збільшення можливостей працевлаштування та підвищення значення ринку праці тощо.

## Публікації про Україну
- Torino Process 2016-17: Ukraine - Executive Summary [Архівовано 29 травня 2017 у Wayback Machine.]
- Ukraine: Education, Training And Employment Developments 2016 [Архівовано 5 липня 2018 у Wayback Machine.]
- PRIME-Optimisation Of The Network Of Vocational Education And Training Providers In Ukraine: Assessment Of Options For Policy Action
- Индекс экономической политики в сфере МСП: страны Восточного партнерства (2016) – оценка соответствия принципам Европейского акта о малом бизнесе (SME Policy Index: Eastern Partner Countries 2016: Assessing the Implementation of the Small Business Act for Europe) [Архівовано 29 травня 2017 у Wayback Machine.]